# Порог догерти
Порог Догерти — термин, предложенный в 1982 году Волтером Догерти (Walter J. Doherty) и Эрвиндом Тадани (Ahrvind J. Thadani), обозначающий определенный порог на задержку между командой пользователя и ответом компьютера или любого другого автоматизированного пользовательского сервиса, на который необходимо опираться разработчикам ПО и инженерам. Также есть мнение, что источник термина был вымышленным, и был придуман лишь для одного из эпизодов сериала Остановись и Гори..
Догерти считал, что если ожидание ответа на действие пользователя не превышает 400 миллисекунд, то опыт пользования этим сервисом будет более продуктивным и интересным для человека, а также более прибыльным для предпринимателя.

## Современное дополнение
В дополнение к порогу Догерти в реалиях 2020-х годов был предложен также и абстрактный план архитектур интерактивных веб-сервисов, в котором его есть смысл учитывать:
1. Поддерживать отклик в пределах 400 мс для привлечения внимания и вовлеченности пользователей.
2. Использовать дополнительные мощности, чтобы уменьшить время отклика и «чувство ожидания».
3. Анимации загрузки — единственный верный способ удержать пользователя, пока происходят какие-либо долгие действия на заднем плане.
4. Прогресс-бары помогают сгладить ожидание чего-либо, даже если они неточные.
5. Искусственно добавлять время ожидания до порога, чтобы вызвать доверие пользователя и веру в то, что его запрос действительно был обработан, даже если сама задача требует меньшего времени.

1. ↑  Yablonski, Jon. Doherty Threshold (англ.). Laws of UX. Дата обращения: 31 июля 2023. Архивировано 31 июля 2023 года.
2. ↑  Doherty’s Threshold Is a Lie (англ.). www.flashover.blog. Дата обращения: 31 июля 2023. Архивировано 31 июля 2023 года.
3. ↑  The 21 Main UX Laws Every Designer Must Follow + Examples (англ.). Maze. Дата обращения: 31 июля 2023. Архивировано 31 июля 2023 года.